# Капичун, Александр Валерьевич
Алекса́ндр Валерьевич Капичу́н (укр. Олександр Валерійович Капічун, позывной — Масон; 7 декабря 1986, Николаев — 27 февраля 2022, Макаров) — украинский военнослужащий, подполковник Вооружённых сил Украины, участник российско-украинской войны. Герой Украины (2 марта 2022, посмертно).

## Биография
Александр Капичун родился 7 декабря 1986 года в Николаеве Украинской ССР.
В 2009 году с золотой медалью окончил Житомирский военный институт имени С. П. Королёва.
Служил спецназначением, с 2016 года — офицер ССО. Участник АТО/ООС.
Когда началось российское вторжение на Украину в 2022 году Александр Капичун участвовал в обороне Киевской области, руководил группой специального назначения во время боя за Макаров. Прикрывая уход группы Александр погиб 27 февраля 2022 года. У Александра осталась жена и малолетний сын. Похоронен в Бердичеве

## Награды
- Звание «Герой Украины» с вручением ордена «Золотая Звезда» (2 марта 2022, посмертно) — за личное мужество и героизм, проявленные в защите государственного суверенитета и территориальной целостности Украины, верность военной присяге[5].